# Hendrik van Rheede
Hendrik Adriaan van Rheede tot Drakenstein ( Ámsterdam, 13 de abril 1636 - en el mar, 15 de diciembre 1691) fue un militar, naturalista y administrador colonial de la Compañía Neerlandesa de las Indias Orientales (VOC). Entre 1670 y 1677, gobernó en Malabar; y empleó a 25 personas en su libro Hortus Malabaricus, donde describió 740 plantas de esa región.

## Biografía
Van Rheede era aborigen en una familia de nobles que jugaron un papel importante en la vida política, administrativa y cultural en la provincia de Utrecht. Su madre, Elisabeth van Utenhove, falleció en 1637, y su padre, Ernst van Rheede, Concejero de la Admiralty of Amsterdam, falleció cuando van Rhee tenía cuatro años. Hendrik Adriaan, el más joven de siete hijos, se fue de casa a la edad de catorce años. En 1656 se unió como soldado a la Compañía Neerlandesa de las Indias Orientales y se reunió con Johan Bax van Herentals. Van Rheede sirvió bajo el Almirante Rijcklof van Goens en campaña contra los portugueses en la costa occidental de India. Ganó ascensos rápidos convirtiéndose en un alférez. En 1662 fue tomado prisionero. En 1663, durante el sitio de Cochin, se le ordenó detener a la reina allí, y ese acto le salvó la vida de la masacre de la familia real. Posteriormente el rey de Cochin mantuvo relaciones cordiales con él; y Van Rheede fue el capitán holandés que medió con el Principado de Cochin. En 1665 fue nombrado comandante en Jaffna y, con Johan Nieuhof contrabandearon perlas.
En 1669, Van Rheede fue obligado a dimitir de la Compañía Neerlandesa de las Indias Orientales, por Van Goens. La renuncia se hizo por su oposición a medidas represivas de Van Goens, pero en 1670 es nombrado comandante en Kochi. En 1671 peleó con los Zamorin de Calicut. En 1672, tuvo que hacer frente al exempleado de COV Francois Caron; luego sirvió en la Compañía francesa de las Indias Orientales.
En 1677 se mudó a Yakarta, siendo designado en el Concejo de la India. Se quedó durante unos seis meses pero el conflicto con Van Goens fue creciendo cada vez más feroz. Retornó a Ámsterdam en junio de 1678. Desde 1680, pudo llamarse a sí mismo Lord de Mijdrecht. En 1681, firmó un contrato con los botánicos Jan Commelin y Johannes Munnicks y trabajó en el manuscrito.
En 1684, fue habilitado por el "Directorio del Concejo de los Diecisiete" de la Compañía para inspeccionar la Colonia del Cabo, Ceilán, India Holandesa para combatir la corrupción dentro de sus empleados. Designó a Isaac Soolmans para que lo acompañara, visitando a Simon van der Stel en Cabo de Buena Esperanza, y en Viñas de Constantia. Van Rheede recomendó medidas en forestales y en vinicultura. En 1687 el Gobernador Van der Stel abrió esa región a granjeros.
Van Rheede era soltero, y había adoptado a una niña de Malabar, de padre holandés desconocido. Se reunió con Van Goens junior, un administrador ambicioso en su camino a Batavia. Ambos hombres no gustanan a nadie. Algún tiempo antes, Van Goens había dado órdenes - por miedo a la competencia en cualquier otro lugar del mundo - para extirpar todas las aclimataciones de árboles de Cinnamomum verum que habían sido preparadas para destinarse al Jardín Municipal de Ámsterdam. Y es posible que tales raros árboles para el gran pensionario Gaspar Fagel hayan sido destruidas.
Van Rheede navegó a Colombo y luego de dos meses a Bengala. Visitó muchas agencias comerciales VOC, especialmentey por Hugli-Chuchura. Su siguiente destino fue el Coromandel , permaneciendo por un año en Nagapattinam. En 1690 fundó un seminario en Jaffna. Luego viajó a Tuticorin y a Malabar. A fines de noviembre de 1691 navegó a Suratte, pero falleció en alta mar, fuera de las costas de Bombay, el 15 de diciembre de 1691. Algunos autores sugieren que fue envenenado por empleados de la VOC. otros por muy enfermo. Fue sepultado en Surat el 3 de enero de 1692 , con la presencia de su hermana Francine.

## Obra enhistoria natural

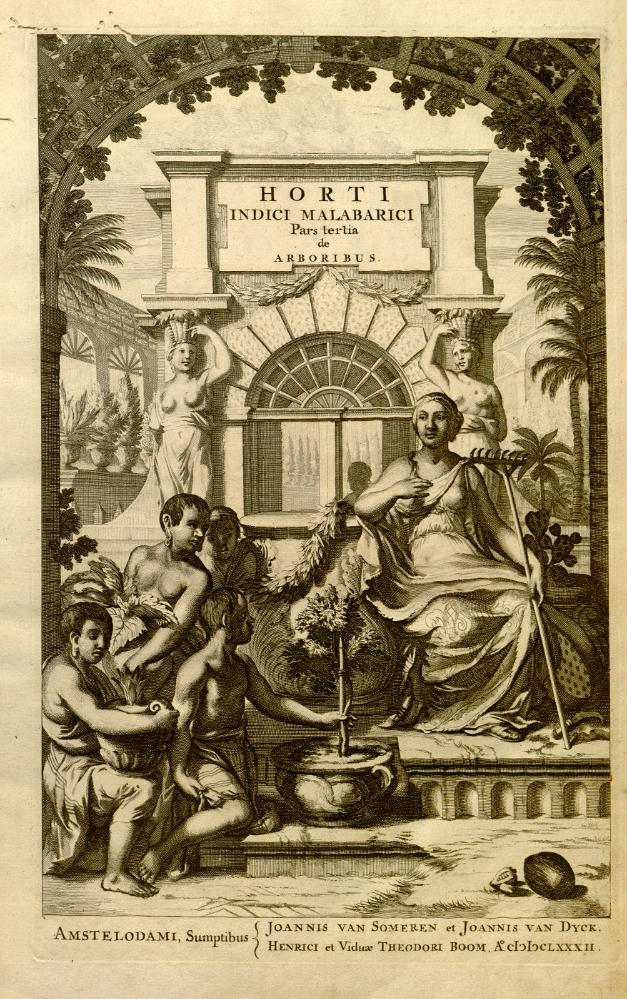
Frontispicio del vol. 1

Trabajó sobre la flora de la región de Malabar, desde 1674 y alrededor de 1675 fue producido el proyecto del primer volumen. Desde 1660, la Compañía le encareció la publicación de obras científicas; donde la documentación de plantas útiles de Van Rheede ayudó en la lucha contra las enfermedades locales. Su primer volumen de Hortus Malabaricus, se publicó en 1678, compendio de plantas de valor económico y médico, del sur de la región india de Malabar, se llevó a cabo cuando Jonkheer van Rheede fue Gobernador neerlandés de Cochin, continuando allí por las siguientes tres décadas. Fue publicado en doce volúmenes, y en cuatro idiomas: latín, sánscrito, árabe, malayalam. Se mencionan en esos volúmenes plantas de la región de Malabar, que en su tiempo se referían al tramo de Ghats occidentales desde Goa a Kanyakumari. La información etno-médica presentada en esa obra fue extraída de "manuscritos en hoja de palma", de un famoso práctico de medicina herbal Itty Achuden. Las compilaciones fueron editados por un equipo de casi un centenar incluyendo a médicos, profesores de medicina y de botánica, botánicos amateur (como el profesor Arnold Seyn, Theodore Jansson of Almeloveen, Paul Hermann, Johannes Munnicks, Jan Commelin, Abraham Poot, el traductor de la versión neerlandesa), estudiosos indios y vaidyas (médicos) de Malabar y de regiones cercanas, técnicos, ilustradores, grabadores, junto con la colaboración de oficiales de la Cía., los clérigos Johannes Casearius y el Padre Mathew de St. Joseph. Fue asistido también por el rey de Cochin y la decisión del Zamorin de Calicut.
Su obra fue usada por Carlos Linneo. Linneo anotó en el prefacio de su Genera plantarum (1737) de que él no confiaba en ningún autor, excepto en Johann Jakob Dillenius en Hortus Elthamensis, Rheede en Hortus Malabaricus y Charles Plumier sobre flora americana , y también escribió que Rheede fue el más ajustado de los tres.

## Honores

### Epónimos
Especies
- (Apocynaceae) Benteka rheedi Roem. & Schult.[20]
- (Araceae) Tapanava rheedi Hassk.[21]
- (Asclepiadaceae) Curinila rheedi Roem. & Schult.[22]
- (Convolvulaceae) Calonyction rheedi Colla[23]
- (Ochnaceae) Campylospermum rheedi Tiegh.[24]
- (Fabaceae) Entada rheedii Spreng.[25]

Geografía
- Área de la Municipalidad local de Drakenstein[26]